# Heinrich Schneider (Politiker, 1837)
Heinrich Schneider (* 5. Mai 1837 in Marbach (Stadtteil von Marburg); † 11. Juni 1908 in Marburg) war ein deutscher Kommunalpolitiker und Abgeordneter des Kurhessischen Kommunallandtages des preußischen Regierungsbezirks Kassel.

## Leben
Heinrich Schneider wurde als Sohn des Gutsbesitzers Hermann Schneider und dessen Ehefrau Elisabeth Klee geboren. Er war Landwirt in Wehrda, einem heutigen Stadtteil von Marburg. Hier wurde er im Jahre 1872 zum stellvertretenden Bürgermeister ernannt und 1874 wiedergewählt. Von 1872 bis 1877 hatte er einen Sitz im Kurhessischen Kommunallandtag des Regierungsbezirks Kassel. Hier vertrat er den Stand der höchstbesteuerten Grundbesitzer und Gewerbetreibenden des Kreises Marburg. Schneider war Mitglied des Hauptausschusses.